# Blanche Monnier
Blanche Monnier (Poitiers, 1849. március 1. – Blois, 1913. október 13.) francia nő, akit 25 éven keresztül saját családtagjai egy sötét szobába zárva, leláncolva tartottak fogva.

## A bűneset
1901. május 23-án a poitiers-i rendőrkapitány egy névtelen levelet kapott. A levél írója azt állította, hogy a rue de Sarlos 21. szám alatt egy nőt saját családtagjai több mint 20 éve tartanak fogva. A rendőrség először kételkedett az állítás hitelességében, mert az adott címen köztiszteletben álló személyek, a megözvegyült Madame Louise Monnier Demarconnay és fia, Marcel Monnier, valamint Puget Theniers, korábbi alispán laktak. A család életét egy tragédia, lányuk, a fiatal és élettel teli Blanche 25 évvel ezelőtti eltűnése árnyékolta be. A rendőrség végül ellátogatott a családhoz, ahol az egyik bezárt szobában egy riadt, meztelen, csontsovány hölgyet fedeztek fel. A sötét helyiség koszos és büdös volt, mindenütt ürülék és ételmaradványok hevertek. A függönyön jól látszott, hogy hosszú évek óta nem volt elhúzva, az ablak nem volt kinyitva. Az ötvenes éveiben járó lesoványodott hölgy személyazonosságára hamar fény derült: ő volt a több mint két évtizede eltűnt Blanche Monnier.
Blanche az 1870-es években egy nála idősebb, elszegényedett ügyvéddel ismerkedett meg. A család az udvarló életkora és a társadalmi különbség miatt ellenezte a kapcsolatot, azonban Madame Monnier nem tudta meggyőzni lányát arról, hogy ne menjen hozzá az ügyvédhez. Ezért fiát, Marcelt kérte arra, hogy eszeljen ki egy tervet a házasság megakadályozására. Blanche-t egy éjszaka bezárták a padlásszobába azzal a céllal, hogy így vegyék rá arra, hogy szakítson meg minden kapcsolatot jegyesével. Édesanyja arra számított, hogy lánya hamar megtörik. De az évek csak teltek és Blanche nem engedett. Bár udvarlója 1885-ben meghalt, Blanche-t továbbra is fogságban tartották, 25 éven keresztül.

## Következmények
Édesanyját szinte azonnal letartóztatták és őrizetbe helyezték. Két héttel később a börtönben halt meg, szívroham végzett vele. Blanche testvérét, Marcelt bíróság elé állították és 15 havi börtönbüntetésre ítélték. Marcel fellebbezett az ítélet ellen, aminek eredménye képpen a bíróság – tekintettel arra, hogy nem történt erőszak – Marcelt felmentette a vádpontok alól.
Blanche-ot megtalálása után azonnal kórházba szállították. Olyan rossz állapotban volt, hogy az orvosok aggódtak az életéért. Blanche sohasem épült fel teljesen, bár fizikailag megerősödött, de az elszenvedett lelki traumát sohasem heverte ki: 1913-ban a blois-i pszichiátriai intézetben hunyt el.
André Gide 1930-ban regényben dolgozta fel az esetet La Séquestrée de Poitiers („A Poitiers-i rabnő”) címmel.